# Абсорбанс
Абсорбанс (А) — міра непрозорості речовини, її здатності абсорбувати світло. Визначається як від'ємний логарифм величини пропускання T (при умові відсутності відбивання чи розсіювання світла у зразкові та люмінесценції). Залежно від основи логарифма розрізняють:
A10 = — lgT (десятковий абсорбанс, decadic absorbance),
Ae = — lnT (натуральний абсорбанс, napierian absorbance),
Синоніми — оптична густина, екстинкція.
IUPAC не рекомендує використовувати терміни absorbancy, extinction, optical density.